# リュウキュウヨシゴイ
リュウキュウヨシゴイ（琉球葦五位、学名：Ixobrychus cinnamomeus）は、ペリカン目サギ科ヨシゴイ属に分類される鳥類。

## 分布
インド、インドネシア、カンボジア、シンガポール、スリランカ、タイ、中華人民共和国南部、台湾、日本、ネパール、バングラデシュ、フィリピン、ブルネイ、ベトナム、マレーシア、ミャンマー、ラオス
地域によっては冬季に南下して越冬する。日本では奄美群島以南の南西諸島に周年生息する（留鳥）。埼玉県、和歌山県、島根県、伊豆諸島、火山列島等でも記録がある。

## 形態
全長38-40cm。
オスは背面が赤褐色、腹面は淡褐色の羽毛で覆われる。下顎の羽毛は白く、下顎から胸部にかけて明瞭な褐色の縦縞が1本入る。メスは背面が褐色、腹面が白い羽毛で覆われる。背面には白い斑点が入る個体もいる。下顎から胸部にかけて褐色の縦縞が複数入る。虹彩の色は淡黄色から薄い赤色まで様々に変化し、後方は黒く瞳孔とつながっている。脚は緑黄色である。

## 生態
湿地、湖沼、水田等に生息する。単独、またはつがいで生活している。ヨシゴイと比べると開けた場所に生息していることが多い。
食性は動物食で、魚類、両生類、爬虫類、甲殻類、昆虫類等を食べる。
繁殖形態は卵生。通常、雌雄協同でヨシ等の茎の間にヨシ等を組み合わせた皿状の巣を作るが、水辺の低木に営巣することもある。日本では5-9月に1回に3-4個の卵を産む。雌雄で交代して抱卵する。育雛も雌雄協同で行う。
鳴き声は、「ココココ」「オー　オー」「クエッ」など。